# Кудряшка Сью
«Кудряшка Сью» (англ. Curly Sue) — кинофильм производства Warner Brothers, вышедший в прокат в 1991 году. Последняя режиссёрская работа Джона Хьюза. Съёмки картины прошли в Чикаго, с 15 октября по 13 ноября 1990 года. Фильм получил в целом прохладную реакцию критики.

## Сюжет
Билл Дэнсер (Джеймс Белуши) и его девятилетняя дочь Сьюзен (по прозвищу Curly Sue — «Кудряшка Сью») (Элисон Портер) живут на улице, добывая средства к существованию мелкими аферами. Билл говорит: «Мы это делаем, не нарушая законы. Точнее, не нарушая хорошие законы…».
Однажды Билл инсценирует небольшое ДТП, притворившись, что его сбила машина. Водителем этой машины оказывается адвокат по разводам Грей Эллисон (Келли Линч), преуспевающая незамужняя женщина. Грей в качестве извинения угощает Билла и Сью ужином. Вскоре на той же подземной парковке Грей снова сбивает Билла, на этот раз по-настоящему. Из чувства вины она забирает Билла и Сью к себе домой, что сильно злит её бойфренда — Уолкера. По его мнению, Грей не должна была позволять бездомным манипулировать собой, нужно было просто дать немного денег и оставить их на улице.
Для Сьюзен и Билла начинается другая жизнь — чистая постель, домашняя еда и уют. Но Грей обеспокоена уровнем развития Сью: в девять лет ребёнок не умеет читать. Сью поражает людей тем, что произносит по буквам сложное слово «асфиксия», но не может проделать то же самое с простым словом «кот». Билл намерен уйти и продолжать прежний образ жизни, но Грей уговаривает его остаться, так как она уже привязалась к девочке. Она покупает для Билла и Сью новую одежду и ведёт их в ресторан, но Уолкер унижает и оскорбляет Билла в ресторане, и тому вместе со Сью приходится уйти. Поссорившись с Уолкером, Грей выскакивает на улицу и присоединяется к Биллу и Сью. Они умудряются весело провести вечер — Билл и Сью, великолепно сработавшаяся пара опытных уличных аферистов, демонстрируют поражённому адвокату-теоретику, как они умеют находить способы вкусно поесть и комфортно устроиться на ночлег, даже живя на улице.
Позднее Билл признаётся Грей, что на самом деле Сью ему не родная дочь: он случайно встретил её мать во Флориде, и после того, как женщина скоропостижно скончалась, Билл стал сам заботиться о девочке, которую полюбил как родную. Когда он потерял работу и деньги, то не смог заставить себя отдать девочку в приют и забрал с собой в скитания по стране. Грей проникается уважением к Биллу и решает и далее помогать ему.
Пока что жизнь продолжает налаживаться: Билл устраивается на приличную работу и планирует отдать Сьюзен в школу. Но отвергнутый Уолкер начинает мстить Биллу и Грей. Он звонит в комитет по правам ребёнка, Билл оказывается за решёткой, поскольку никогда официально не получал опеку над девочкой, а Сьюзен — в детском приюте. Но Грей, высокопрофессиональный адвокат, использует свои связи и даже прибегнув к шантажу, принуждает одного из своих клиентов, мистера Арнольда, подготовить необходимые документы для оформления опекунства над Сьюзен и вносит денежный залог, чтобы Билла Дэнсера выпустили из камеры. Тем временем Уолкер собирается встретиться с Грей в той же подземной парковке. Но Грей, поняв, что именно Уолкер из мести подставил Билла и Сью, ударяет его о стену своей машиной. Грей, Билл и Сьюзен соединяются и живут как настоящая семья.
В конце фильма Грей бросает свою работу адвоката, меняет Мерседес-500 SL на Jeep Cherokee. Сьюзен, выросшая на улице и давно научившаяся никого и ничего не бояться, испуганно делает первые шаги по лестнице к дверям незнакомой и непривычной школы; ей вслед, как и всем остальным детям, машут руками оставшиеся у машины «родители». Когда идут финальные титры, Грэй, Билл и Сью гуляют по улице как обычная американская семья.

## В ролях
- Джеймс Белуши — Билл Дэнсер
- Элисон Портер — Кудряшка Сью (Сьюзен Дэнсер)
- Келли Линч — Грэй Эллисон
- Джон Гетц — Уолкер Маккормик
- Фред Далтон Томпсон — Бернард Оксбар
- Камерон Тор — метрдотель
- Бранскомб Ричмонд — Альберт
- Стив Карелл — Тесио
- Берк Байрнс — доктор Максвелл
- Эди МакКларг — секретарша Арнольда
- Гейл Боггс — Эниз Холл